# Türnitzer Höger
Der Türnitzer Höger ist ein 1372 m ü. A. hoher Berg in den Türnitzer Alpen.
Der waldreiche Höger (Hügel) erhebt sich knapp 1000 m über dem Zusammenfluss der Türnitzer Traisen aus dem Südwesten und der Unrecht-Traisen aus dem Südosten zur Traisen. Talorte sind Türnitz im Westen, Hohenberg im Osten sowie St. Aegyd am Neuwalde im Süden. Von seinem höchsten Punkt erstreckt sich ein rund 8 Kilometer langer, aussichtsreicher Kamm nach Süden. Dieser führt über den Stadlberg (1226 m), den Linsberg (1238 m) und die Paulmauer (1248 m, mit 100 m hoher Westwand) bis zum Traisenbergsattel, der den Übergang zum Traisenberg (Enzian, 1230 m) bildet.
Am Türnitzer Höger stehen drei bewirtschaftete Hütten. In unmittelbarer Gipfelnähe befindet sich die Türnitzer Hütte (1372 m), zwischen Stadlberg und Linsberg die Gschwendthütte (1078 m) sowie südlich der Paulmauer die Zdarsky-Hütte (1082 m). Besteigen kann man den Höger von allen drei Talorten auf verschiedenen Routen; entlang des Grates führt ein durchgängiger Höhenweg.

## Bildergalerie

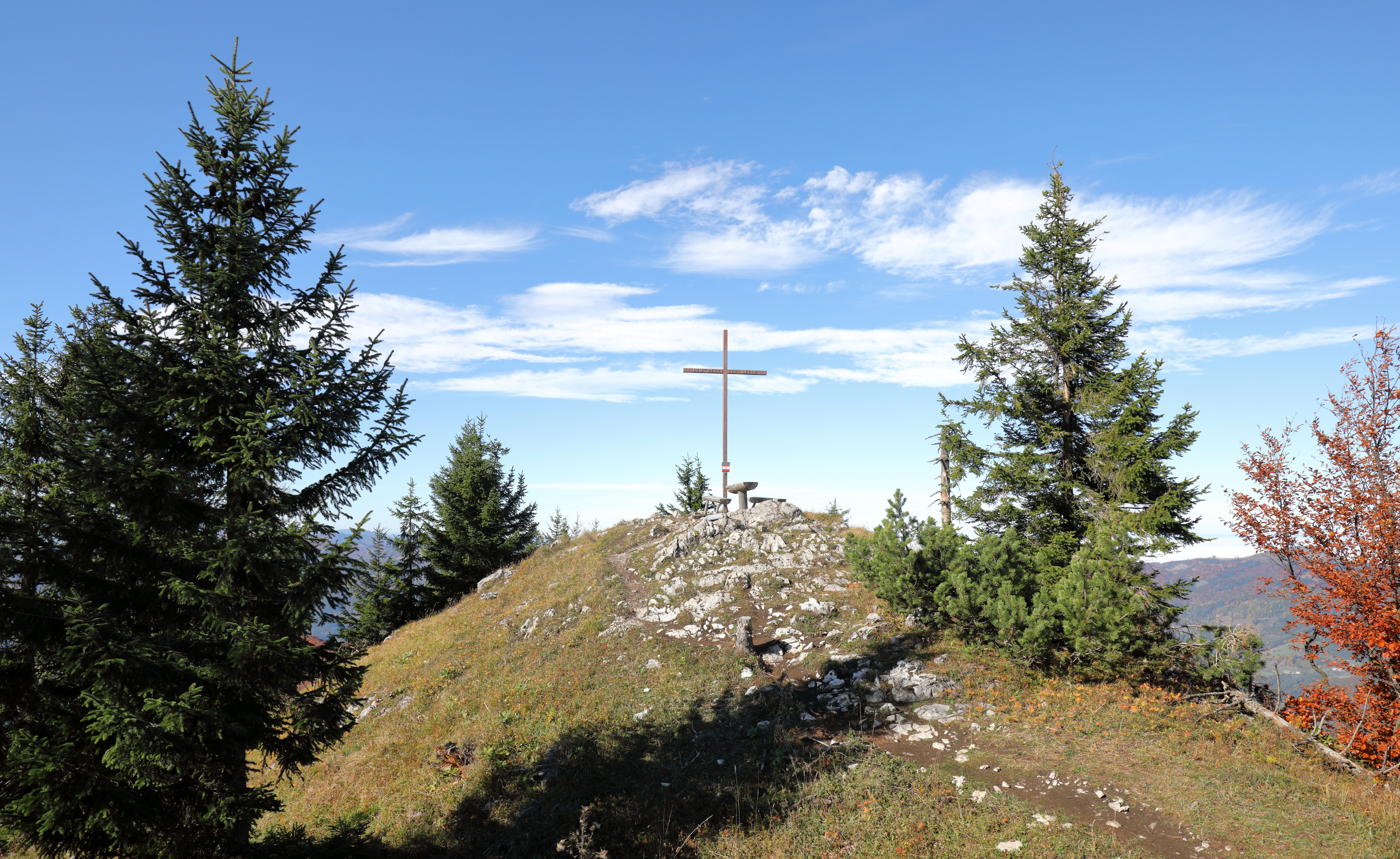
Gipfelareal mit Gipfelkreuz
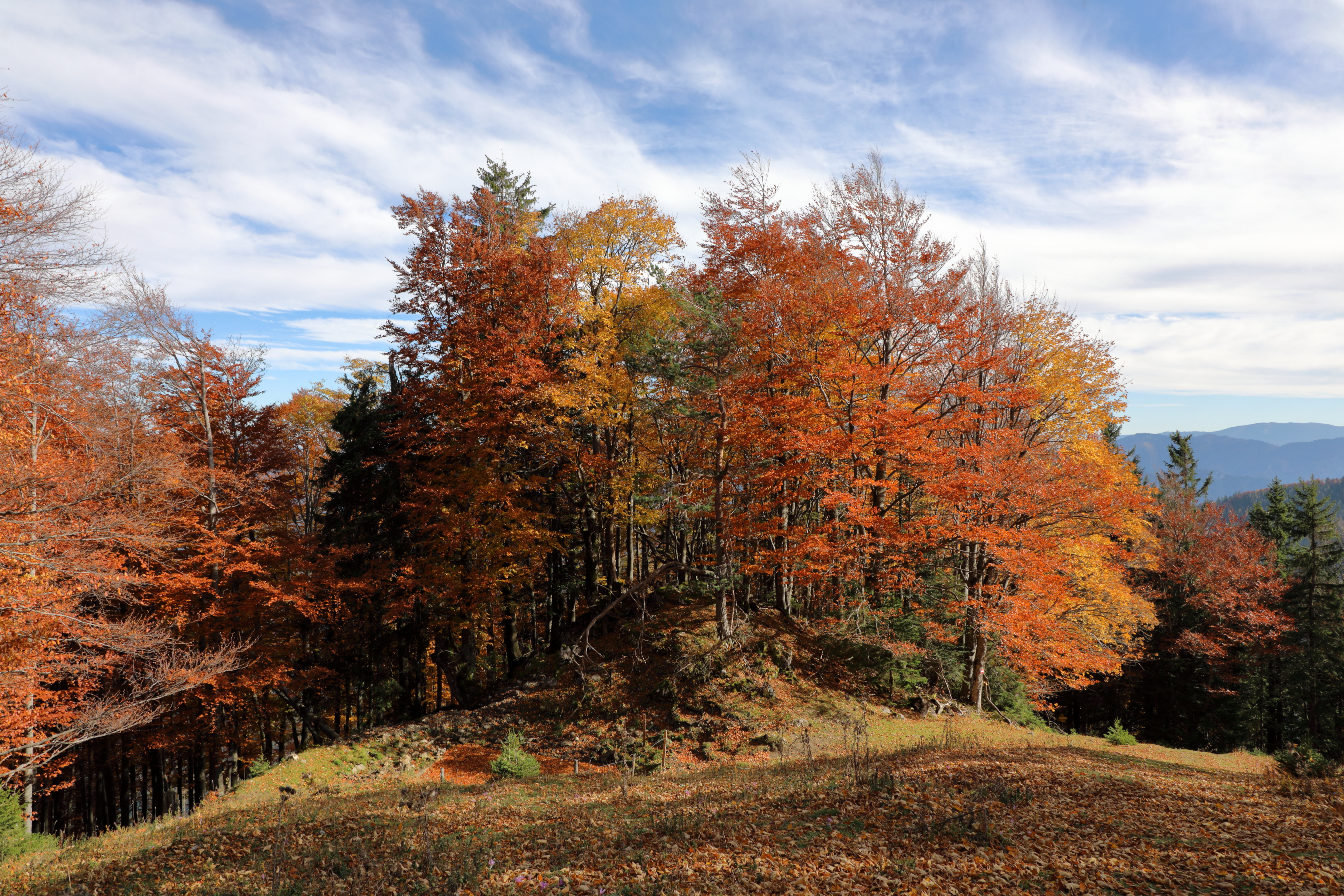
Baumgruppe rund 120 Meter unterhalb des Gipfels in herbstlicher Farbenpracht
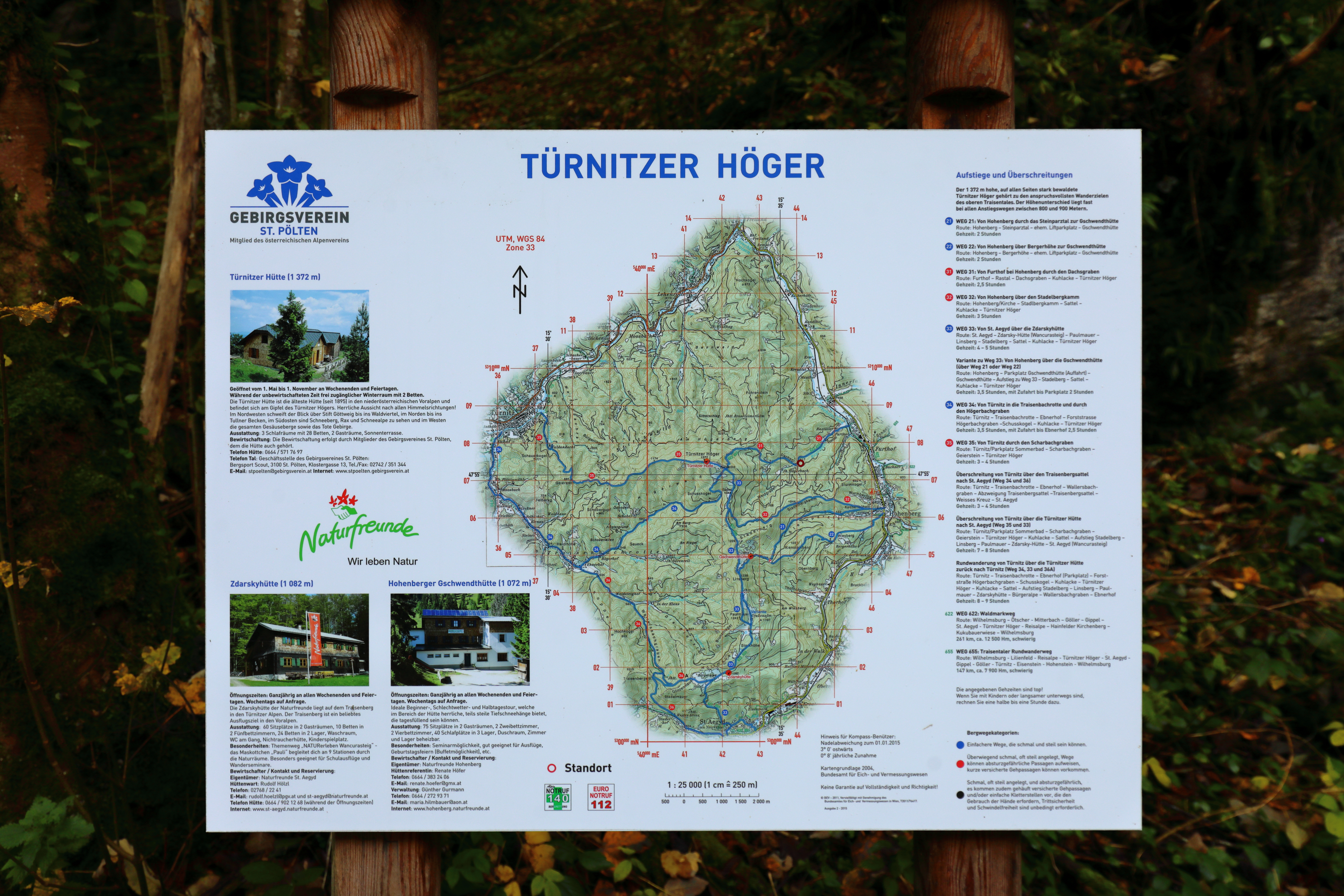
Infotafel (lesbar) über Wanderwege und Schutzhütten